# Barraca del Pujol
La barraca del Pujol és una barraca de vinya del municipi de Subirats (Alt Penedès), situada al turó del Pujol, a les muntanyes d'Ordal, prop del jaciment dels Casots.
És una construcció aixecada en pedra seca, de planta circular. La construcció és de la tipologia de sostre de falsa cúpula, amb el portal de llinda plana, orientat al sud. La barraca estava enderroca i va ser reconstruïda el 2023 per membres del Centre d'Estudis de Subirats.